# Pomacea
Pomacea er en slægt af ferskvandssnegle med gæller og en operculum. Det er vandlevende bløddyr i familien Ampullariidae, æblesneglene. Slægten stammer fra Amerika; de fleste af arterne i denne slægt findes i Sydamerika.
I akvarie-handelen kaldes disse snegle nogle gange Pomacea eller Ampullarius, og på dansk mysteriesnegle eller æblesnegle ("apple snails").
Nogle arter er blevet introduceret udenfor deres naturlige område, og er betragtet som invasive på grund af deres store appetit for planter. Af denne grund er det forbudt at importere snegle fra denne slægt i nogle regioner.

## Arter
Arter i slægten Pomacea inkluderer:
- Underslægt Effusa Jousseaume, 1889
  - Pomacea baeri (Dautzenberg, 1902)[2]
  - Pomacea glauca (Linné, 1758)[3]
  - Pomacea cumingi (Reeve, 1843)[3]
  - Pomacea quinindensis (K. Miller, 1879)[2]
- Underslægt Pomacea Perry, 1810
  - Pomacea aldersoni (Pain, 1946)[2]
  - Pomacea aurostoma (Lea, 1856)[2]
  - Pomacea bridgesii (Reeve, 1856)[3]
  - Pomacea camena (Pain, 1949)[2]
  - Pomacea canaliculata (Lamarck, 1819)[3]
  - Pomacea catamarcensis (Sowerby, 1874)[3]
  - Pomacea columellaris (Gould, 1848)[3]
  - Pomacea cousini (Jousseaume, 1877)[2]
  - Pomacea cyclostoma (Spix, 1827)[3]
  - Pomacea decussata (Moricand)[3]
  - Pomacea diffusa Blume, 1957[3]
  - Pomacea dolioides (Reeve, 1856)[3]
  - Pomacea eximia (Dunker, 1853)[2]
  - Pomacea falconensis Pain & Arias, 1958[4]
  - Pomacea flagellata (Say, 1827)[3]
  - Pomacea hanleyi (Reeve, 1856)[3]
  - Pomacea haustrum (Reeve, 1856)[3]
  - Pomacea hollingsworthi (Pain, 1946)[2]
  - Pomacea maculata Perry, 1810 - synonyms: Ampullaria gigas Spix, 1827; Pomacea insularum (D'Orbigny, 1839)[3][5]
  - Pomacea lineata (Spix, 1827)[3]
  - Pomacea paludosa (Say, 1829)[3]
  - Pomacea papyracea (Spix, 1827)[3]
  - Pomacea pealiana (Lea, 1838)[2]
  - Pomacea poeyana (Pilsbry, 1927)[6]
  - Pomacea reyrei (Cousin, 1887)[2]
  - Pomacea scalaris (D'Orbigny, 1835)[3]
  - Pomacea urceus (Müller, 1774)[3]
  - Pomacea vexillum (Reeve, 1856)[2]
  - Pomacea zischkai (Blume & Pain, 1952)[2]

## Invasiv art
EU har på grund af potentialet til at ødelægge vand- og sumpplanter i naturen forbudt al import af snegle fra Ampullariidae-familien, hvilket inkluderer Pomacea-slægten. Bekymringen for skade er tilsyneladende mest rettet mod varmere klimaer så som Spanien, hvor æblesnegle har etableret sig i Ebro-deltaet.
I Danmark er forbuddet implementeret i Bekendtgørelse om planteskadegørere, som i §2 forbyder al "salg, fordeling, levering eller anden form for overdragelse" af de listede arter. Hvis man har sneglene i sit akvarium er man altså ikke forpligtet til at destruere dem, men man må ikke overdrage dem til andre.

## Eksterne links
- Wikimedia Commons har flere filer relateret til Pomacea

- Wikispecies har taksonomi med forbindelse til  Pomacea

- Applesnails of Florida, Pomacea spp. hjemmesiden for University of Florida / Institute of Food and Agricultural Sciences Featured Creatures